# Borssele

Borssele est un village de la commune néerlandaise de Borsele, sur la presqu'île de Zuid-Beveland, en Zélande.
Borssele compte 1 439 habitants (2008) : il est l'un des villages moyens de la commune.
Dans le village, se trouve le tertre appelé Berg van Troye, un vestige du château des seigneurs de Borssele datant du XIIIe siècle. Un autre curiosité est le moulin De Hoop en Verwachting (« L'espoir et l'espérance ») bâti vers 1714.
Ce qui frappe à Borssele, c'est le canevas des rues strictement symétriques qui a été attribué dans le passé à Simon Stevin. Des recherches ont toutefois démontré que Cornelis Soetwater en est le concepteur.
Au nord-ouest du village se trouvent la centrale nucléaire de Borssele et la société COVRA (Centrale Opslag Voor Radioactief Afval), chargée de stocker les déchets radioactifs ultimes.
Le village de Borssele s'écrit avec deux S, tandis que la commune de Borsele ne s'épèle qu'avec un seul S, les deux toponymes ayant la même origine étymologique.

## Galerie

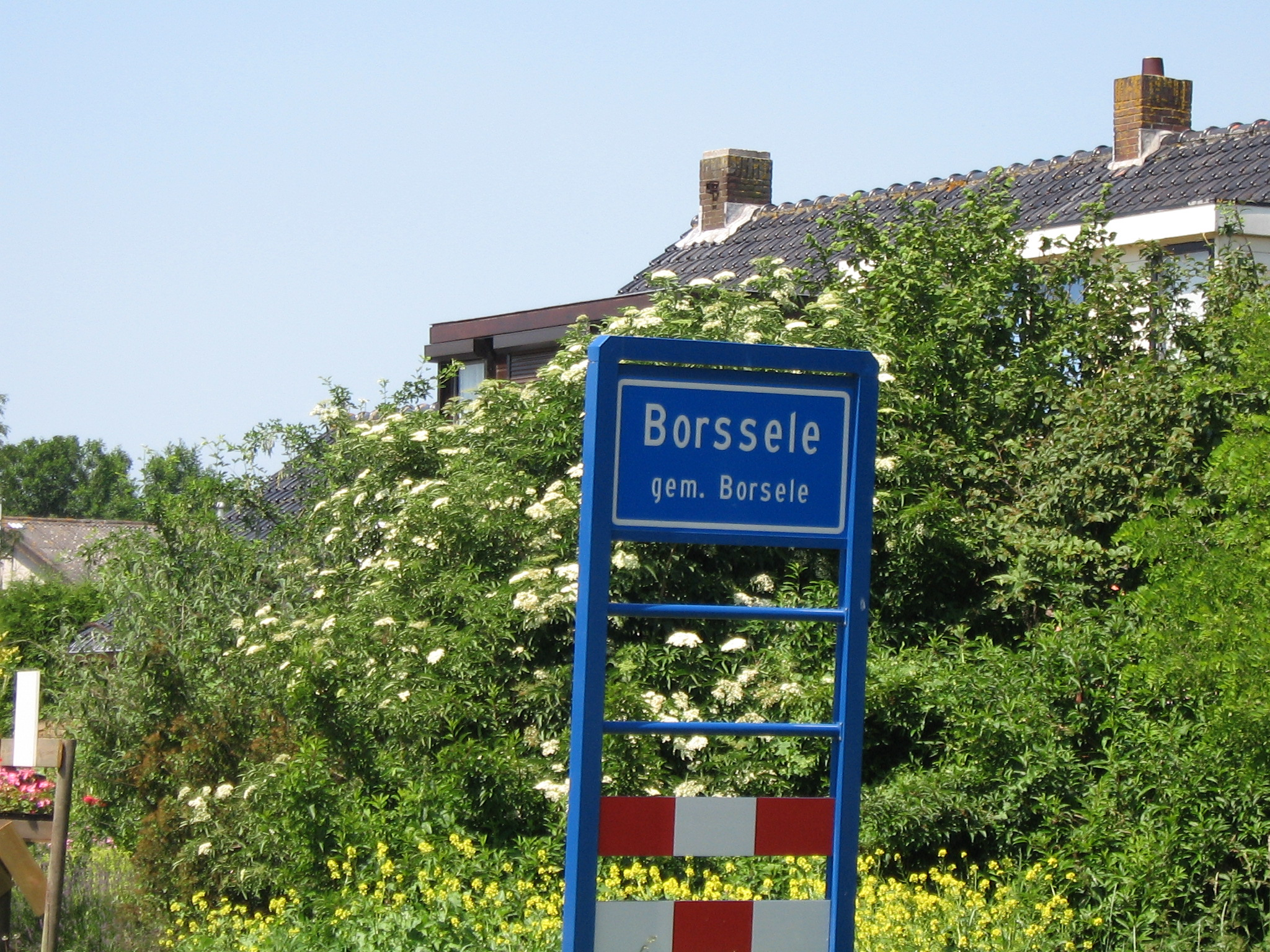
Les deux S de Borssele.
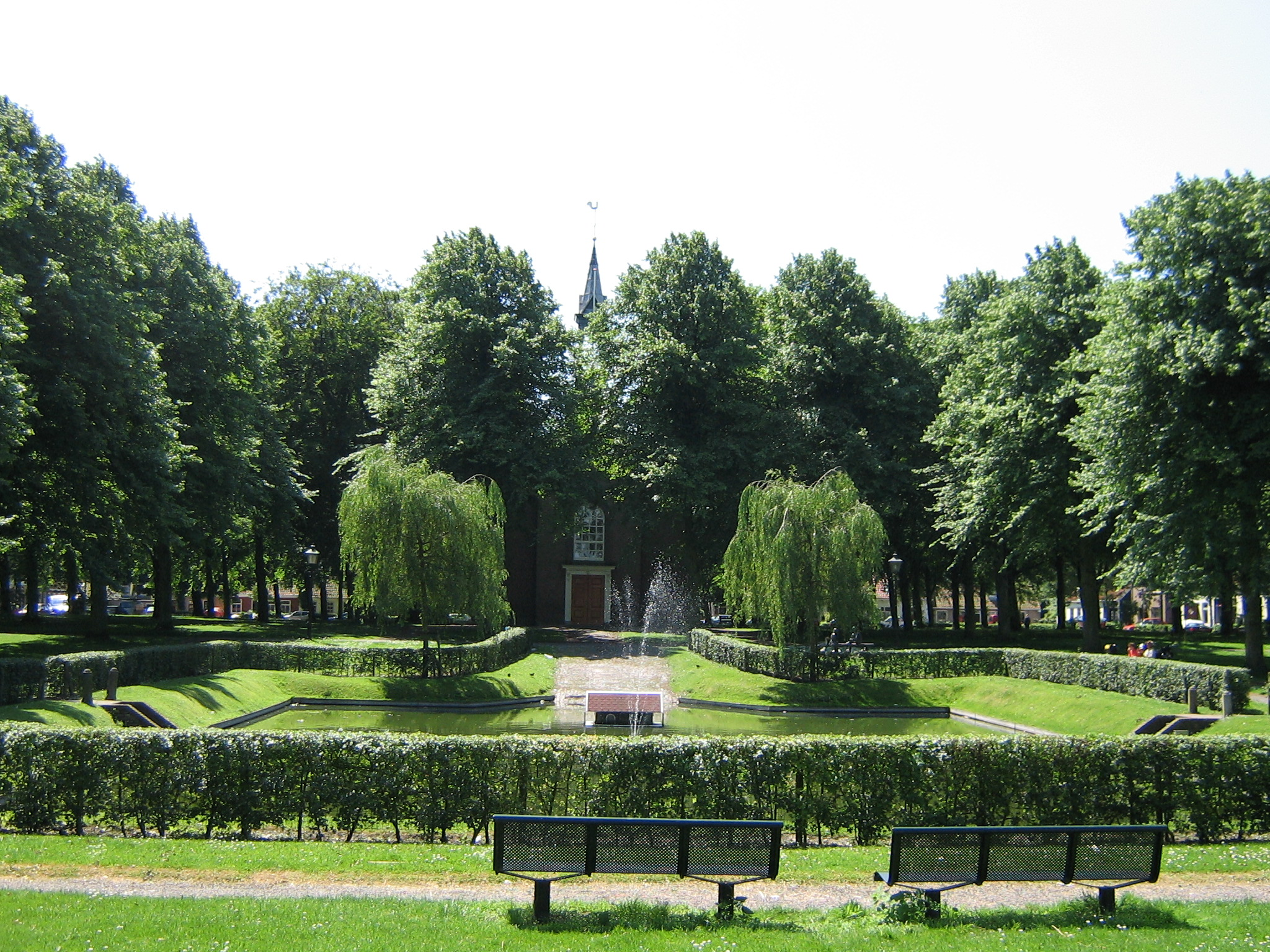
Le parc face à l'église.
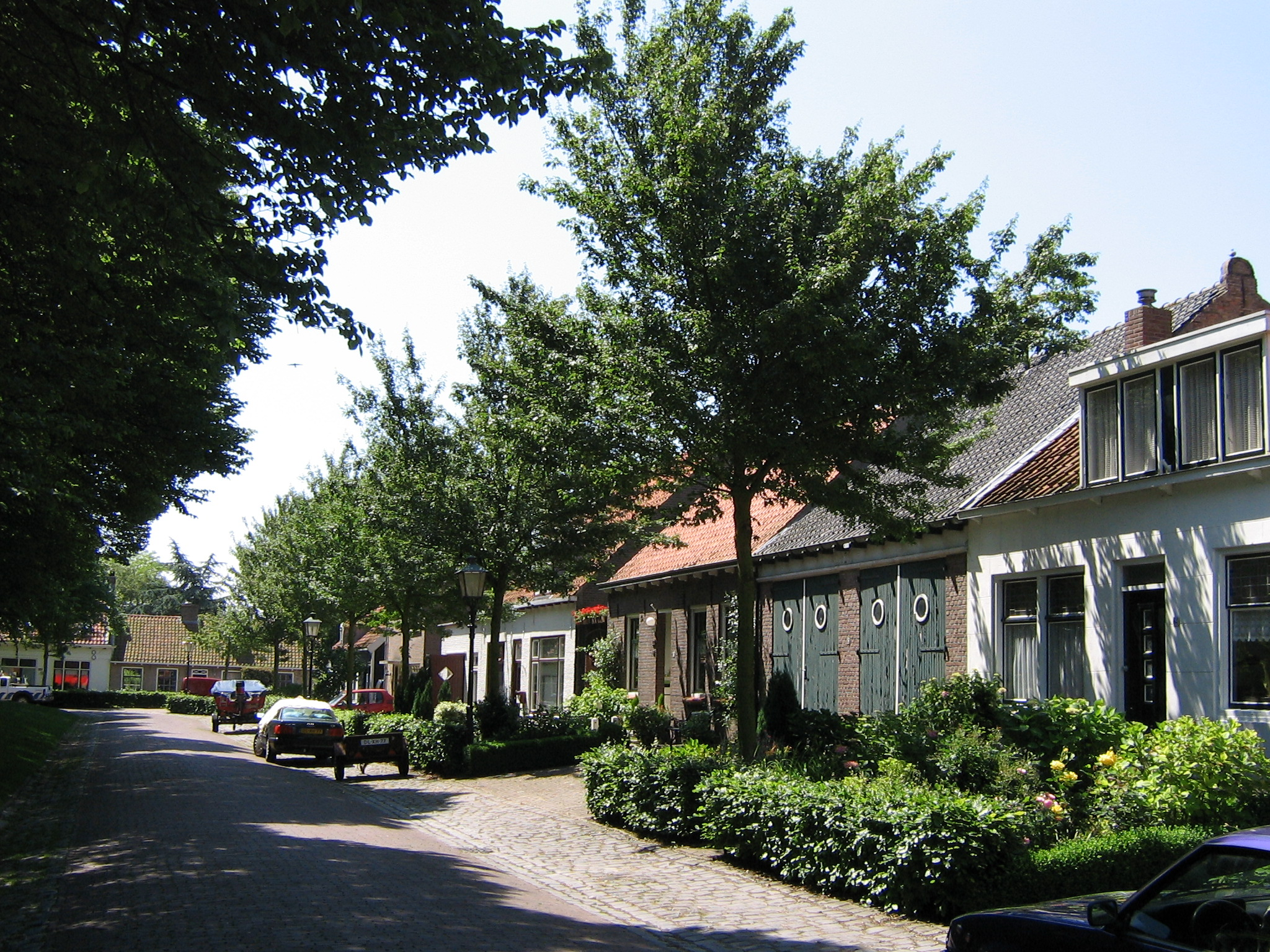
Maisons sur la place du village.
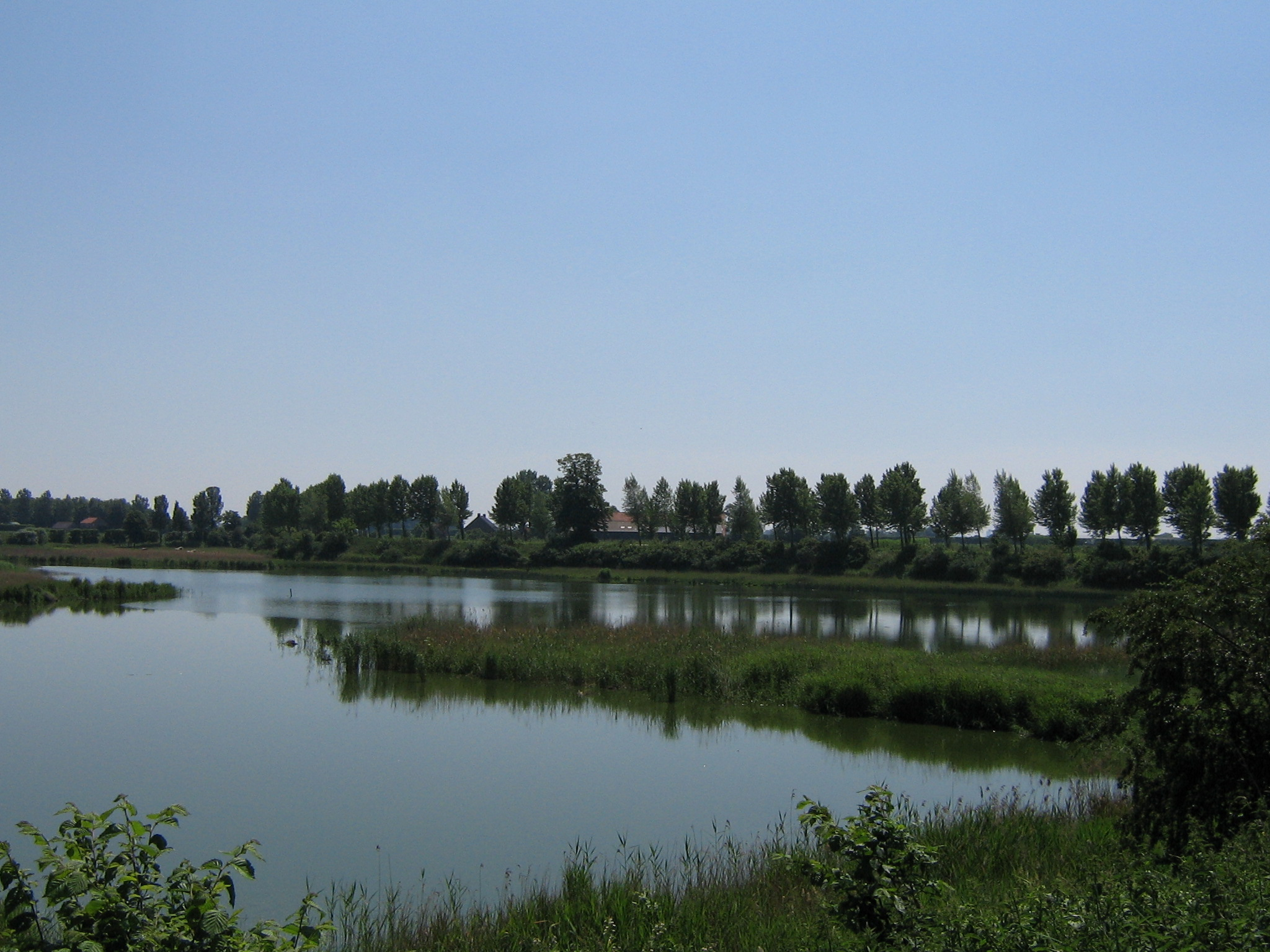
Étang des environs de Borssele.

## Personnalité née à Borssele
- Hans Warren (1921-2001), écrivain et poète

## Source
- (nl) Cet article est partiellement ou en totalité issu de l’article de Wikipédia en néerlandais intitulé « Borssele (dorp) » (voir la liste des auteurs).